# Ейноюгані Раутаваара
Ейноюгані Раутаваара (фін. Einojuhani Rautavaara; 9 жовтня 1928, Гельсінкі, Фінляндія — 27 липня 2016, Гельсінкі) — фінський композитор.

## З життя і творчості
У 1948—1952 роках навчався в Академії імені Сібеліуса у Аарре Меріканто (сина Оскара Меріканто), потім в Джульярдській школі у Вінсента Персічетті, також брав уроки в Аарона Копленда і Роджера Сешнса. Пізніше, протягом року стажувався і Швейцарії (у Володимира Фогеля) та Німеччині. Протягом 1966—1990 років викладав в Академії імені Сібеліуса, 1969 року — лауреат премії ім. Сібеліуса, з 1976 року — професор.
Для музики композитора характерні чітка форма, емоціональність та правдивість. На початку творчої діяльності захоплювався серіалізмом, але потім від нього відмовився, повернувшись до традиційнішої техніки. З ранніх творів Раутаваара широкою популярністю користується «Cantus Arcticus» (1972), часто званий Концертом для птахів з оркестром, в якому використані аудіозаписи пташиного співу. З восьми симфоній Раутаваара найбільше популярна Сьома (1994), під назвою «Ангел Світла», що відображає загальний містичний напрямок пізньої творчості композитора. Раутаваара написав також 14 концертів для фортепіано (Концерт для фортепіано № 3 «Подарунок мрій» (1998) — на замовлення Володимира Ашкеназі), скрипки, віолончелі, флейти, органу, контрабасу, арфи, кларнета з оркестром. Йому належить також безліч камерних та хорових творів, ряд біографічних опер, у тому числі «Вінсент» (1986—1987, про Вінсента ван Гога) і «Распутін» (2001—2003, про вбивство Распутіна).
Раутаваара був плідним композитором і писав в різних формах і стилях. На його творчість в певній мірі мали вплив Альбан Берг, Антон Брукнер та інші представники школи додекафонії. Творчу діяльність можна поділити на 4 періоди. Ранній неокласичний 1950-их років, коли проявляються тісні зв'язки з традицією. 1960-ті роки — етап авангарду та конструктивізму. Експериментує із серійною технікою, але вже до кінця десятиліття відмовляється від неї і починає рухатись вже в неоромантичному напрямку — кінець 1960-их—1970-ті роки. Як результат, усі ці пошуки привели композитора до еклектичного, постмодерністського стилю, де він змішує широкий спектр стилістичних прийомів і жанрів. Також захоплювався метафізичними і релігійними сюжетами і текстами.